# عديمة الكساء
عديمة الكساء أو عارية (الاسم العلمي: Anemia)، جنس نباتات سرخسية من فصيلة عديمات الكساء، وبعض الأحيان تُصنف في فصيلة المشققة. وتُسمى أيضًا بالسرخس المُزهر على الرغم من أنه هذه التسمية الأكثر شيوعًا له تنطبق على جنس أسمندة.